# Marcia DeBonis
Marcia DeBonis, nascida em 4 de junho de 1960 nos Estados Unidos, é uma atriz, produtora e diretora de elenco norte-americana. Ela é conhecida por, entre outras coisas, os filmes The Truman Show, Letters to Juliet e 13 Going on 30.

## Filmografia

### Cinema
- 1998 - The Truman Show
- 1999 - Come On Get Happy: The Partridge Family Story
- 2004 - 13 Going on 30
- 2010 - Cartas para Julieta
- 2012 - O Ditador
- 2016 - Sully

### Televisão
- 1994 - Law & Order
- 1997 - Spin City
- 2000 - Deadline
- 2008-2009 - Lipstick Jungle
- 2011 - Simma lugnt, Larry!
- 2013-2014 - Wallflowers
- 2018 - The Blacklist